# سارا روي
سارا روي (بالإنجليزية: Sara Roy)‏ هي عالمة سياسة أمريكية، ولدت في القرن العشرين.

## وصلات خارجية
- سارا روي على موقع IMDb (الإنجليزية)